# Kráľov Brod
Kráľov Brod és un poble i municipi d'Eslovàquia que es troba a la regió de Trnava, a l'oest del país. El 2023 tenia 1.066 habitants.

## Història
La vila fou fundada el 1785.

## Demografia
| Godina             | 1994 | 2004   | 2014   | 2024   |
| ------------------ | ---- | ------ | ------ | ------ |
| Nombre de persones | 1169 | 1167   | 1122   | 1059   |
| Diferència         |      | −0,17% | −3,85% | −5,61% |

| Godina             | 2023 | 2024   |
| ------------------ | ---- | ------ |
| Nombre de persones | 1066 | 1059   |
| Diferència         |      | −0,65% |